# Hans Wolfrum
Hans Wolfrum (* 24. Januar 1920; † unbekannt) war ein  deutscher Fußballspieler. Der Offensivspieler kam für Babelsberg in 133 DS/DDR-Oberligaspielen im Angriff zum Einsatz und erzielte 47 Tore. Für die Länderauswahl Brandenburg schoss Wolfrum in fünf Spielen drei Tore. Er flüchtete 1961 in die Bundesrepublik Deutschland.

## Leben
In den 1930er Jahren begann der aus dem sächsischen Bräunsdorf, jetzt ein Ortsteil von Limbach-Oberfrohna, stammende Hans Wolfrum in der Nachwuchsmannschaft des VfB Oberfrohna (jetzt TV Oberfrohna 1862), mit dem Fußballspiel. Nach dem Zweiten Weltkrieg schloss er sich dem höherklassigen Verein SG Limbach/Sa. (jetzt FSV Limbach-Oberfrohna) an, die in der Chemnitzer Bezirksliga spielten. Schnell wurde man auf den torgefährlichen Mittelstürmer aufmerksam. Mehrfach wurde er in die damalige Chemnitzer Auswahlmannschaft berufen.
Sein bedeutendes Spiel bestritt Hans Wolfrum für den sächsischen Verein im Pokal der 1. Landesrunde gegen die Zonenligamannschaft ZSG Industrie Leipzig am 2. August 1949 vor 4.000 Zuschauern auf dem Sportplatz "Am Schweizerhaus". Das Spiel gewann Leipzig mit 0:4. Mit Beginn der Saison 1949/50 wechselte Hans Wolfrum gemeinsam mit dem ebenfalls für Limbach spielenden Helmut Kandziora zur DDR-Oberligamannschaft BSG "Märkische Volksstimme" Babelsberg (später Umbenennung in Rotation Babelsberg). Die Babelsberger verstärkten sich in dieser Zeit enorm. So unter anderem mit Johannes Schöne und Karl-Heinz Wohlfahrt, die beide in die DDR-Nationalmannschaft berufen wurden. Am Ende der Saison 1953/54 erreichte die Mannschaft mit Platz 5 ihr bestes Ergebnis. Für Rotation absolvierte Wolfrum 133 Spiele und schoss 47 Tore.
1955 beendete er seine leistungssportliche Laufbahn. Kurz vor dem Berliner Mauerbau flüchtete er 1961 in die Bundesrepublik Deutschland.